# Burk's Falls
Burk's Falls – wieś w Kanadzie, w prowincji Ontario, w dystrykcie Parry Sound.
Powierzchnia Burk's Falls to 3,12 km².
Według danych spisu powszechnego z roku 2001 Burk's Falls liczyła 940 mieszkańców (301,28 os./km²).